# Podsvaz (fytocenologie)
Podsvaz (suballiancia) je vedlejší úroveň (rank) fytocenologických jednotek. Její nejbližší hlavní nadřazenou jednotkou je svaz, podřazenou pak asociace. Jméno podsvazu se tvoří z vědeckého názvu rostlinného druhu (nebo názvu dvou druhů oddělené spojovníkem) a přidává se koncovka -enion. Příklad: Alnenion glutinoso-incanae Oberdorfer 1953. Za jménem se uvádí autor jména a rok, kdy ho popsal. Nomenklatura syntaxonů včetně jmen podsvazů se řídí podle Mezinárodního kódu fytocenologické nomeklatury.